# Dziadek Mróz (film)
Dziadek Mróz (ros. Морозко, Morozko) – radziecki film z gatunku baśni z 1964 roku, wyreżyserowany przez Aleksandra Rou oparty na motywach zaczerpniętych z rosyjskich bajek ludowych. Film znany w Polsce pod różnymi alternatywnymi tytułami: Bajka o Mrozie Czarodzieju / Baśń o Mrozie Czarodzieju / Opowieść o Mrozie Czarodzieju.

## Obsada
- Aleksandr Chwyla jako Dziadek Mróz
- Natalja Siedych jako Nastia
- Eduard Izotow jako Iwan
- Inna Czurikowa jako Marfuszka
- Pawieł Pawlenko jako ojciec Nastii
- Wiera Ałtajska jako macocha Nastii
- Gieorgij Millar jako Baba Jaga
- Michaił Janszyn jako Stary Grzyb
- Anatolij Kubacki jako herszt Bandytów
- Walentin Brylejew jako kawaler
- Tatjana Peltcer jako matka kawalera
- Tatjana Baryszewa jako swatka
- Warwara Popowa jako stara kobieta
- Zinaida Workul jako matka Iwana
- Anastasija Zujewa jako narrator (babcia ukazująca się w oknie)
- Olga i Tatjana Jukina jako bliźniaczki zbierające grzyby (epizod)

## Wersja polska

### Dubbing z 1966 roku[4]
Opracowanie: Studio Opracowań Filmów w Warszawie

Reżyseria: Jerzy Twardowski

Wystąpili:
- Tadeusz Bartosik – Mróz Czarodziej
- Danuta Mancewicz – Nastia
- Andrzej Gawroński – Iwan
- Karolina Borchardt – Marfuszka
- Ludosław Kozłowski – ojciec Nastii
- Jadwiga Kuryluk – macocha Nastii
- Anna Jaraczówna – Baba Jaga

### Dubbing z 1981 roku[5]
Opracowanie: Studio Opracowań Filmów w Warszawie

Reżyseria: Izabela Fallewiczowa / Maria Piotrowska

Tekst: Elżbieta Kowalska

Dźwięk: Stanisław Uszyński

Montaż: Anna Szatkowska

Kierownictwo produkcji: Mieczysława Kucharska

### Lektor
Baśń o Mrozie Czarodzieju (wersja z lektorem)
- Czytał: Piotr Borowiec